# Пикин (Северна Дакота)
Пикин (енгл. Pekin) град је у америчкој савезној држави Северна Дакота.

## Демографија
По попису из 2010. године број становника је 70, што је 10 (-12,5%) становника мање него 2000. године.
| Група             | 2000.       | 2010.      |
| Белци             | 80 (100,0%) | 64 (91,4%) |
| Афроамериканци    | 0 (0,0%)    | 0 (0,0%)   |
| Азијати           | 0 (0,0%)    | 0 (0,0%)   |
| Хиспаноамериканци | 0 (0,0%)    | 5 (7,1%)   |
| Укупно            | 80          | 70         |